# Živá panoráma
Živá panoráma (Panorama dal vivo) è un programma TV informativo non commentato trasmesso su Dvojka dal 1998. Accompagnato di musica tradizionale nel passato e attualmente e con musica di sottofondo aggiornata nel 2022 mostrata:
- in inverno, la situazione attuale nelle singole stazioni sciistiche in Slovacchia
- in estate in singoli aquaparchi e terme in Slovacchia.

La Živá panoráma si ispira al programma Wetter-Panorama trasmesso dall'emittente televisiva austriaca ORF. È più seguito nei fine settimana e in inverno. La quota di mercato media nel gruppo target universale di 12+ anni è stata di circa l'1,2% nei giorni feriali della stagione invernale/primaverile 2013, con un leggero aumento rispetto agli anni precedenti. È prodotto da Sitour.